# Catanduva
Catanduva, amtlich portugiesisch Município de Catanduva, ist eine brasilianische Stadt im Bundesstaat São Paulo. Sie hatte laut Schätzung zum 1. Juli 2020 122.497 Einwohner, die Catanduvenser (catanduvenses) genannt werden und auf einer Gemeindefläche von 290,6 km² leben.

## Lage
Catanduva liegt im Nordosten des Bundesstaates São Paulo und ist in diesem Gebiet die zweitgrößte Stadt. Die Hauptstadt São Paulo liegt etwa 385 km entfernt.
Die nach ihr benannte und 2017 gegründete geostatistische Região geográfica imediata Catanduva, die die frühere Mikroregion ablöste, umfasst 16 Munizips und hatte 2017 256.354 Einwohner auf einer Fläche von rund 3059 km².

## Geschichte
Die Geschichte Catanduvas lässt sich bis in die Mitte des 19. Jahrhunderts zurückverfolgen. Anfang des 20. Jahrhunderts war die kleine Stadt unter dem Namen Cerradinho bekannt. Am 16. April 1909 wurde der Bezirk Vila Adolpho ins Leben gerufen. Am 14. April 1918 entstand die heutige Stadt Catanduva.
Der Name der Stadt entwickelte sich aus der Bezeichnung Caa-tã-dyba aus den Tupí-Guaraní-Sprachen, diese bezieht sich auf die typische Savannen-Landschaft Cerrado und bedeutet so viel wie "ungesunde Vegetation".
Am 23. Dezember 2000 errichtete Papst Johannes Paul II. das Bistum Catanduva und unterstellte es dem Erzbistum Ribeirão Preto.

## Persönlichkeiten
- Antônio Celso Queiroz (1933–2023), Bischof von Catanduva
- José Alves da Costa (1939–2012), Bischof von Corumbá
- Wesley (* 1987), Fußballspieler
- Giovana Perpetuo dos Santos Floriano (* 1987), Fußballspielerin
- Altobeli da Silva (* 1990), Leichtathlet
- Alex Sandro (* 1991), Fußballspieler
- Alan Patrick Lourenço (* 1991), Fußballspieler
- Marquinhos Cipriano (* 1999), Fußballspieler